# Eduard Bernstein
Eduard Bernstein (Berlim, 6 de janeiro de 1850 — Berlim, 18 de dezembro de 1932) foi um político e teórico político alemão. Foi o primeiro grande revisionista da teoria marxista e um dos principais teóricos da social-democracia.
Membro do Partido Social-Democrata (SPD), e o fundador do socialismo evolutivo e do revisionismo. Bernstein tinha realizado estreita associação de Karl Marx e Friedrich Engels, mas ele viu falhas no pensamento marxista e começou a criticar opiniões defendidas pelo marxismo quando ele investigou e desafiou a teoria marxista materialista  da história. Ele rejeitou partes significativas da teoria marxista que eram baseadas na metafísica hegeliana, e rejeitou a perspectiva da dialética hegeliana. Bernstein distingue entre o início de marxismo como sendo sua forma imatura: a exemplo do Manifesto Comunista escrito por Marx e Engels em sua juventude, o qual ele se opunha  por considera-lo semelhante as violentas tendências do blanquistas;. e fase mais tarde do marxismo como sendo sua forma madura que ele apoiou. Esta forma madura do marxismo refere-se a Marx em sua vida depois de reconhecer que o socialismo poderia ser alcançado através de meios pacíficos através de uma reforma legislativa em sociedades democráticas. Sem a necessidade de uma revolução, afirmou Bernstein, que a ética pode ser restaurado para o socialismo em um sistema capitalista, com o Estado como um bem essencial para os trabalhadores

## Biografia
Os pais de Bernstein pertenciam à comunidade judaica reformista, seu pai era maquinista. Apesar da falta de dinheiro da família, Bernstein cursou o ensino médio, mas teve que abandoná-lo em 1866 aos 16 anos por motivos financeiros. De 1866 a 1878 trabalhou como bancário. Em 1872 ele se juntou aos "Eisenachers" e se juntou ao Partido Social Democrata dos Trabalhadores (SDAP). Juntamente com August Bebel e Wilhelm Liebknecht, ele preparou a conferência do partido de unificação do SDAP com a Associação Geral dos Trabalhadores Alemães em Gotha em 1875. O partido unido no congresso partidário com a concepção do programa de Gotha foi constituído como Partido Socialista dos Trabalhadores (SAP).
Depois de 1878, ele foi secretário particular do patrono social-democrata Karl Höchberg e inicialmente trabalhou em Zurique na época das Leis antissocialistas de Bismarck, que baniam as atividades social-democratas fora do Reich. Entre 1880 e 1890, Bernstein foi editor do jornal Der Sozialdemokrat. Em 1888 foi expulso da Suíça por instigação da Prússia e desde então viveu em Londres. Lá ele teve contato próximo com Friedrich Engels. Depois que as leis antissocialistas foram revogadas em 1890 e o SAP foi renomeado como “Partido Social Democrata da Alemanha” (SPD) no mesmo ano, o Programa Marxista de Erfurt foi criado em 1891, que Bernstein elaborou junto com Karl Kautsky.
Bernstein desencadeou a controvérsia do revisionismo em meados da década de 1890 de seu exílio em Londres. Em 1901, depois que o mandado de prisão emitido para ele foi suspenso, ele retornou à Alemanha e tornou-se membro do Reichstag pelo distrito eleitoral de Breslau-Oeste em 1902-1907, 1912-1918 e 1920-1928. Embora, a pedido de Karl Kautsky, o congresso do partido de Dresden em 1903 tenha rejeitado as posições de Bernstein, Bernstein continuou a ganhar importância dentro do partido. Após a divisão do SPD durante a Primeira Guerra Mundial, o MSPD acabaria adotando oficialmente o revisionismo como base teórica. A avaliação do revisionismo de Bernstein, no entanto, até hoje tem flutuado entre a aprovação entusiástica e a rejeição categórica.
Em 1913, Bernstein votou no Reichstag com a facção de esquerda contra a lei de armamentos. Em junho de 1915, juntamente com Hugo Haase e Kautsky, publicou um apelo contra os objetivos de guerra expansionistas do governo alemão e contra a política de guerra oficial do SPD. Em 1917, Bernstein foi um dos cofundadores do USPD, que se separou do SPD em protesto contra a política de paz civil e a atitude pró-guerra do SPD durante a Primeira Guerra Mundial.
Durante a Primeira Guerra Mundial, Bernstein foi um dos poucos políticos alemães, junto com Rosa Luxemburgo, que se manifestou contra a guerra e protestou contra o genocídio armênio.  Bernstein voltou ao SPD devido à sua atitude fundamentalmente reformista, enquanto outros membros do USPD foram gradualmente para o recém fundado Partido Comunista da Alemanha (KPD). Após a Revolução de Novembro, Bernstein, como membro do USPD no governo dos Representantes do Povo, foi deputado no Tesouro do Reich e fez intensos esforços para reunir o MSPD e o USPD. Entre 1910 e 1920, Bernstein foi vereador em seu local de residência, a então cidade independente de Schöneberg, e então vereador não remunerado.
Em 1920, o social-democrata prussiano Ministro da Educação, Paul Hirsch, sugeriu à Universidade Friedrich Wilhelm de Berlim que Bernstein pudesse dar uma palestra como palestrante convidado. Embora em 1907 um pedido da "Free Scientific Association" para uma palestra de Bernstein na universidade ainda fosse rejeitado, o comitê responsável da faculdade de filosofia concordou desta vez. A palestra de Bernstein, realizada no semestre de verão de 1921, foi publicada em 1922 sob o título Socialism then and now. Questões controversas do socialismo no passado e no presente.
Em 21 de agosto de 1919, a Assembleia Nacional de Weimar decidiu criar uma comissão de inquérito sobre as questões da eclosão da guerra, da guerra, das oportunidades perdidas de paz e as causas do colapso na Primeira Guerra Mundial. Em 4 de março de 1920, Bernstein juntou-se ao primeiro subcomitê formado em 20 de outubro de 1919 para investigar a história da guerra como especialista em relações anglo alemãs no Império Alemão. Bernstein reconheceu que ele era um dos poucos deputados sobre a culpa alemã pela eclosão da guerra e, portanto, opôs-se à maioria dos deputados dos partidos burgueses.
Em 1919 publicou a série Collected Speeches and Writings de Ferdinand Lassalle.
Sob a influência de várias campanhas antissemitas durante a República de Weimar, Bernstein tornou-se membro de vários comitês "Pró-Palestina" e "Pela Palestina Trabalhadora".

### Honras
O túmulo de Eduard Bernstein está no Cemitério Eisackstrasse. Entre 1952 a 2010 foi tratado de como o túmulo honorário do Estado de Berlim. Desde 2016, voltou a ser um túmulo de honra.
Várias ruas e avenidas foram renomeados em homenagem a Bernstein, por exemplo. em Berlin-Spandau, Bremen-Vahr, Frankfurt am Main, Karlsruhe, Niederursel, Stuttgart e Tel Aviv.

## Posições teóricas

### O Debate sobre o Revisionismo
Entre 1896 e 1898, Bernstein publicou a série de artigos "Problemas do Socialismo" na revista Die Neue Zeit, que abriu a controvérsia do revisionismo no SPD. Em 1899, por sugestão de seu então amigo Karl Kautsky, publicou Os Pré-requisitos do Socialismo e as Tarefas da Social Democracia.

### Crítica à dialética
Nesta obra, Bernstein submeteu a teoria marxista que existia até então a uma crítica radical: tanto o materialismo quanto a dialética hegeliana eram metafísicos e, portanto, não científicos e deveriam ser rejeitados. A filosofia subjacente à social-democracia deve ser renovada superando o materialismo dialético e substituindo-o pelo neokantismo. Ele colocou essa demanda sob o lema provocativo: "Kant against Cant" (inglês: cant; hypocrisy).

### Crítica à teoria do valor-trabalho
A teoria do valor do trabalho afirma, em poucas palavras, que o valor de uma mercadoria no mercado é medido pelo tempo de trabalho que foi gasto nela. A crítica de Bernstein à teoria do valor-trabalho não é fundamental; Bernstein até enfatiza que é até certo ponto útil como uma metáfora para revelar os mecanismos fundamentais da economia capitalista. Ele afirma que “o valor-trabalho nada mais é do que uma chave, uma imagem mental como o átomo com alma. Uma chave que, usada pela mão de mestre de Marx, levou ao desvendamento e descrição do funcionamento da economia capitalista, que não foi entregue antes de forma igualmente penetrante, lógica e transparente, mas que falha de certo ponto e, portanto, quase se tornou desastroso para todos os estudantes de Marx.” Especificamente, Bernstein perde a consideração da demanda na construção marxista do valor, uma crítica que hoje seria chamada de keynesiana. Se nem tudo o que foi produzido é vendido, então a teoria do valor-trabalho perde sua validade. Há trabalho mesmo em bens que não são usados ou comprados. No entanto, eles são obviamente inúteis. Bernstein, portanto, vê problemas em qualquer aplicação concreta da teoria do valor-trabalho que vá além de uma metáfora modelo.

O que é crucial, no entanto, é que tudo isso não é motivo para Bernstein rejeitar a teoria da mais-valia de Marx. No entanto, ele recomenda não derivá-los de abstrações dedutivas, como a teoria do valor-trabalho, mas de fatos empíricos: Bernstein diz:
"[...] As estatísticas da renda nos mostram que os estratos que não estão ativos na produção também se apropriam de uma parcela muito maior do produto total do que representa sua relação numérica com a parte produtiva. O trabalho adicional deste último é um fato empírico, demonstrável pela experiência, que não requer prova dedutiva. Se a teoria do valor de Marx está correta ou não é completamente irrelevante para a prova do trabalho excedente. A esse respeito, não é uma tese de prova, mas apenas um meio de análise e ilustração”.

### Crítica à tese da polarização, empobrecimento e colapso
Da mesma forma, não há concentração de empresas no sentido marxista - a relação numérica entre grandes e pequenas empresas permanece constante no longo prazo. Bernstein chegou a acreditar que havia falsificado a teoria do colapso: ele cita dados estatísticos sobre o desenvolvimento demográfico e de renda em vários países europeus, que mostraram que a proporção da população de empresários e empregados de renda mais alta - em contradição com a teoria de Marx - havia aumentado . Portanto, nenhuma revolução proletária pode ocorrer, uma vez que a parte educada da força de trabalho, ao contrário, luta pela integração no sistema existente e pela promoção social dentro dele.

### Reforma em vez de revolução
Partindo desses pressupostos teóricos, Eduard Bernstein exigiu o afastamento do princípio da revolução. O socialismo pode ser realizado por meio de reformas. Bernstein se opõe à revolução violenta, em princípio ele nutre uma aversão a pensar em termos de “antes” e “depois”. Essa divisão quase religiosa entre um aqui antes da revolução e uma vida paradisíaca após a morte era comum nos discursos do século XIX. O que talvez seja a frase mais famosa de Bernstein, resume um de seus blocos de construção teóricos essenciais neste assunto. No debate sobre a relevância do objetivo final do movimento socialista, ele escreveu: "O que é comumente chamado de objetivo final do socialismo não é nada para mim, o movimento é tudo". princípios nem significa abrir mão de metas concretas de médio prazo. Em vez disso, ele é da opinião de que qualquer formulação de um objetivo final não pode prescindir do “utopismo”. O cerne da visão de mundo revisionista-reformista de Bernstein reside na explicação do caminho para a meta.

### A democracia é um meio e um fim
Para Bernstein, a democracia não é apenas uma arma estratégica, mas tem um valor político próprio. “A democracia é um meio e um fim. É o meio de lutar pelo socialismo, e é a forma de realizar o socialismo.” Ele tenta não superestimar ou subestimar a democracia: “A democracia é em princípio a abolição do domínio de classe, mesmo que ainda não seja o abolição de facto das classes.” Suas derivações para a estratégia política do movimento operário são claras: “E a social-democracia não pode fazer melhor para promover este trabalho do que sem reservas, também na doutrina, com base no sufrágio universal , que representa a democracia, com todas as consequências decorrentes de suas táticas. Na prática, isto é, em suas ações, ela sempre o fez."

### Bernstein e as colônias
Embora Bernstein se opusesse ao chauvinismo e à guerra, ele reconhecia que o colonialismo tinha o direito de tirar o terreno dos "selvagens" nos países tropicais porque a Europa tinha a cultura superior:
"Não é necessário que a ocupação europeia de países tropicais prejudique o gozo da vida dos nativos, nem tem sido consistentemente o caso até agora. Além disso, apenas um direito condicional dos selvagens à terra que ocupam pode ser reconhecido. No caso mais extremo, a cultura superior também tem o direito superior. Não a conquista, mas o manejo da terra dá o título legal histórico de seu uso."

### A "Revisão" de Bernstein contra a "Nova Teoria"
Bernstein não entendeu sua crítica como um ataque geral ao marxismo, mas como um desenvolvimento adicional do existente, no entanto, "o desenvolvimento e o desenvolvimento do ensino marxista devem começar com sua crítica". não são santos pilares para ele: "Um erro não vale a pena preservar porque Marx e Engels o compartilharam uma vez." Em suas sugestões para uma modificação da doutrina de Marx, nunca lhe ocorreu ver-se em pé de igualdade com Marx. No entanto, ele insistiu: “Pode-se estar certo contra Marx que não é remotamente igual em conhecimento e espírito.”  Bernstein queria reter o que era útil e descartar o que via como metafísico. Nesse contexto, ele se refere a Kant para usar a agudeza de pensamento de Kant para separar o útil do tradicional: "Os acessos de raiva que eu coloquei em várias pessoas apenas fortaleceram minha convicção de que a social-democracia precisa de um Kant que uma vez com o tradicional doutrina com total nitidez crítica - peneirando o tribunal, [...] que expôs com nitidez convincente o que vale a pena e está destinado a viver do trabalho de nossos grandes pioneiros e o que deve e pode cair."
Bernstein enfatiza repetidamente que não está preocupado em se livrar do marxismo como tal: “No entanto, na verdade, trata-se de superar o marxismo, ou melhor, de repelir certos resquícios de utopismo, que o marxismo arrasta consigo e no qual temos a fonte original. das contradições na teoria e na prática que foram apontadas ao marxismo por seus críticos?" os tempos de Sturm e de urgência. Ele novamente aponta que pretende melhorar a teoria e não liquidá-la: “A ideia básica da teoria não perde sua unidade como resultado, mas a própria teoria ganha em caráter científico.”  Bernstein via seu próprio trabalho neste contexto como persuasão para uma mudança de paradigma dentro da doutrina marxista: “Os erros de uma doutrina só podem ser considerados superados quando são reconhecidos como tais pelos defensores da doutrina. Tal reconhecimento ainda não significa o fim do ensino.”
Bernstein exigiu uma revisão parcial da doutrina existente para resolver as contradições existentes. Ao fazê-lo, não se deve ter medo de atacar os velhos dogmas sagrados: “Mas para aqueles que retiveram apenas um pouco de senso teórico, para quem a natureza científica do socialismo não é apenas uma peça que se tira do armário de prata em ocasiões festivas, mas de outra forma desconsideradas, assim que tomar consciência dessas contradições, sentirá também a necessidade de esclarecê-las. A tarefa dos alunos reside nisso e não na eterna repetição das palavras dos mestres.” Bernstein não apenas concede aos alunos a liberdade intelectual não apenas para interpretar pensamentos, mas também para desenvolvê-los ainda mais, inclusive politicamente Ele admite que seus oponentes às vezes acertam em cheio com suas críticas. Se for esse o caso, é preciso modificar o que é criticado e não ignorar a crítica por causa de sua origem: "Uma verdade não perde seu peso porque um economista anti-socialista ou não totalmente socialista a encontrou ou a apresentou pela primeira vez."

### Influências
Suas posições levaram a uma ruptura com Karl Kautsky e o centro marxista do SPD, desencadeando uma onda de protestos em toda a social-democracia. Por um tempo, August Bebel pretendia fazer com que Eduard Bernstein fosse expulso do SPD - um plano que ele abandonou porque já havia conquistado muitos seguidores, representando o risco de a divisão dos revisionistas e a fundação de um partido social-democrata reformista separado. Ele explica as reações violentas ao seu livro Os pré-requisitos do socialismo e as tarefas da social-democracia da seguinte forma: “
Esta é a primeira vez que um socialista pertencente à escola marxista critica uma série de afirmações do próprio marxismo, enquanto até então a discussão se os marxistas quase sempre se preocupam apenas com a interpretação de tais sentenças.” 
Da perspectiva de hoje, pode-se afirmar que Bernstein realmente criou uma nova direção teórica de pensamento. Mesmo que houvesse correntes reformistas no SPD antes do congresso do partido de Gotha em 1875 adotar plenamente os ensinamentos marxistas, a obra de Bernstein foi o primeiro esboço completo e teoricamente sólido da política social-democrata, uma circunstância que, no entanto, nesta forma nunca foi notado pelo SPD. O ex-chanceler austríaco Bruno Kreisky diz sobre Bernstein:
A social-democracia alemã tornou-se reformista, embarcou tanto no curso do socialista reformista Eduard Bernstein que o mundo nem percebeu. Tinha até esquecido que Bernstein ainda estava vivo naquela época. Ele morreu muito discretamente, sem receber a honra que merecia.
Horst Heimann declarou neste contexto: 
No Programa Godesberg de 1959, o SPD finalmente se afastou do conceito ortodoxo-marxista de socialismo e fez do conceito revisionista-reformista de socialismo de Bernstein a base de sua autoimagem teórico-programática. Mas a maioria dos social-democratas nunca teve consciência dessa conexão entre o revisionismo de Bernstein e o programa de Godesberg. 
No 100º aniversário da Internacional Socialista em Bruxelas, Horst Heimann declarou: 
Eduard Bernstein foi vitorioso em todas as áreas. 
Os oponentes de Bernstein o acusaram de ter colocado suas opiniões fora do marxismo e de ter se tornado um democrata burguês. Bernstein não compartilhou dessa visão ao longo de sua vida. Em retrospecto, porém, há muitos argumentos que sugerem que ele criou uma nova teoria política fora da doutrina marxista. Thomas Meyer em seu livro Bernstein's Constructive Socialism, afirma que a primeira visão científica abrangente do trabalho teórico de Bernstein, não apenas criticou a teoria de Marx, como alguns acreditam, mas também concebeu uma abordagem teórica alternativa ao socialismo.

### A posição de Bernstein dentro da social-democracia
O reformismo de Bernstein era muito menos radical em teoria do que a doutrina propagada pelo centro marxista. No entanto, Bernstein acusou seus oponentes de deixar seu radicalismo teórico degenerar em frases vazias e de agir na prática de maneira completamente reformista. Na verdade, Bernstein foi mais radical do que a liderança do partido em questões práticas importantes. Esse radicalismo seletivo foi até admitido pelo outrora marxista ortodoxo e hoje cientista político em Colônia, Christoph Butterwegge. Em um texto de 1976, ele aponta que Bernstein
- tinha a intenção de formar uma aliança junto com a classe média burguesa contra o capital monopolista,
- defendia a socialização das empresas de capital monopolista,
- defendia a greve política de massas e outros meios extraparlamentares de luta, como a aplicação da lei eleitoral justa na Prússia,
- assumiu uma postura consistentemente antimilitarista contra a maioria dos social-democratas na questão dos créditos de guerra já em 1915 e tornou-se um dos membros fundadores do USPD em 1917.

Além desta lista de Butterwegge, a atitude antinacionalista de Bernstein após 1918 é particularmente importante. Ele queria persuadir o SPD e a Alemanha a admitir a culpa da Alemanha na guerra, como afirma Teresa Löwe em um estudo detalhado. Embora se possa acusá-lo de pouca falta de rigor entre fala e ação, não é fácil categorizar Bernstein. Horst Heimann deu um veredito muito positivo, atestando a firmeza de Bernstein em um ambiente que perdeu o rumo. Heimann pergunta se Bernstein não esteve sempre do lado certo: antes da guerra ao lado daqueles que queriam fechar a lacuna entre palavras e ações, durante a guerra ao lado dos antimilitaristas e depois da guerra ao lado daqueles que queriam apoiar os alemães queriam enfrentar o nacionalismo diretamente.

## Conceitos
Em sua totalidade, a análise de Bernstein formou uma poderosa crítica do marxismo,  e isso causou a sua difamação entre muitos marxistas ortodoxos. Bernstein permaneceu, no entanto, muito mais um socialista, ainda que um pouco ortodoxo: ele acreditava que o socialismo seria alcançado pelo capitalismo, não pela destruição do capitalismo (com os direitos sendo gradualmente conseguidos pelos trabalhadores, o seu motivo de queixa seria diminuído e, consequentemente, também seria a motivação para a revolução). Durante os debates intrapartidárias sobre suas ideias, Bernstein explicou que, para ele, o objetivo final do socialismo não era nada; o progresso em direção a essa meta era tudo.
Embora Marx diria que o livre comércio seria a realização mais rápida do sistema capitalista e, portanto, seu fim, Bernstein considerava que o protecionismo iria ajudar apenas alguns seletivos, sendo portanto  fortschrittsfeindlich  (antiprogressivo),  por seus efeitos negativos sobre as massas. Bernstein argumentou que o protecionismo da Alemanha era baseado apenas na conveniência política, e que isolando a Alemanha do mundo (especialmente da Grã-Bretanha), criaria uma autarquia que só iria resultar em conflito entre a Alemanha e o resto do mundo.
Alguns dos aspectos importantes apresentados por Bernstein:
- Critica a doutrina do materialismo histórico ao considerar que há outros fatores para além dos economicos que determinam os fenómenos sociais;
- Critica as teses dialéticas por não conseguirem explicar todas as mudanças em organismos complexos, como as sociedades humanas;
- Coloca também em causa as "leis" da inevitabilidade da concentração capitalista e do empobrecimento crescente do proletariado (aliás, provou com estatísticas que a situação económica do proletariado e o seu poder de compra vinham a melhorar, bem como começavam a haver trabalhadores a tornarem-se proprietários aumentando assim a classe média).

Portanto, ataca a ideia da inevitabilidade histórica do socialismo por motivos economicos: o socialismo chegaria mais tarde ou mais cedo, sim, mas por motivos morais, por ser o sistema político mais justo e solidário.
E critica a ideia da existência de apenas duas classes sociais, uma opressora e uma oprimida, reivindicando a existência de várias classes interligadas e de um interesse nacional superior.
Em alternativa às teses marxistas que criticava, Bernstein defendia a melhoria gradual e constante das condições de vida dos trabalhadores (dar-lhes meios para ascender à classe média), tinha dúvidas quanto à necessidade de nacionalizações em massa de empresas e recusava a via da violência revolucionária para atingir o socialismo (como o socialismo era inevitável por motivos morais, não era necessário derramar sangue por ele − acabaria por chegar um dia).

## Criticas recebidas
Foi o principal teórico marxista combatido pelos socialistas revolucionários, com Rosa Luxemburgo que condenou o Socialismo de Bernstein  em seu ensaio Reforma ou Revolução? publicado em 1900. Na prática, a força da corrente reformista continuou a ter grande penetração nos grandes movimentos organizados.